# Beilrode

Beilrode  est une commune de Saxe (Allemagne), située dans l'arrondissement de Saxe-du-Nord, dans le district de Leipzig.

## Quartiers
| - Beilrode - Döbrichau - Dautzschen - Döhlen | - Eulenau - Großtreben - Kreischau - Last | - Neubleesern - Rosenfeld - Zwethau |

## Personnalités liées à la ville
- Johanna Wanka (1951-), femme politique née à Rosenfeld.